# Dekanat Schweinfurt
Das Dekanat Schweinfurt ist seit dem 1. Oktober 2021 eines von neun Dekanaten im römisch-katholischen Bistum Würzburg.
Es entstand im Zuge des Prozesses „Gemeinsam Kirche sein – Pastoral der Zukunft“ durch die Zusammenlegung der ehemaligen Dekanate Schweinfurt-Stadt, Schweinfurt-Nord und Schweinfurt-Süd.
Das Gebiet des Dekanats entspricht dem Landkreis Schweinfurt und der Stadt Schweinfurt. Es grenzt im Nordwesten an das Dekanat Bad Kissingen, im Norden an das Dekanat Rhön-Grabfeld, im Osten an das Dekanat Haßberge, im Südosten an das Erzbistum Bamberg, im Süden an das Dekanat Kitzingen, im Südwesten an das Dekanat Würzburg und im Westen an das Dekanat Main-Spessart.
Das Dekanat gliedert sich in die Pastoralen Räume Gerolzhofen, Schweinfurt, Schweinfurt Nord-West, Schweinfurter Mainbogen, Schweinfurter Oberland und Werneck.
Dekan ist (Stand Januar 2024) Stefan Kömm, Kurator des Pastoralen Raums Schweinfurt Nord-West. Seine Stellvertreter sind Christoph Warmuth, Pfarrer im Pastoralen Raum Schweinfurt, und Stefan Mai, Kurator des Pastoralen Raums Gerolzhofen. Verwaltungssitz ist Schweinfurt.